# Полва (село)
Полва — село в Кудымкарском районе Пермского края. Входило в состав Ленинского сельского поселения. Располагается на реке Лягайке южнее от города Кудымкара. Расстояние до районного центра составляет 55 км. По данным Всероссийской переписи населения 2010 года, в селе проживало 330 человек (149 мужчин и 181 женщина).

## История
По данным на 1 июля 1963 года, в селе проживало 480 человек. Населённый пункт входил в состав Полвинского сельсовета.